# Oranžna revolucija
Oranžna revolucija (ukrajinsko: Помаранчева революція) je naziv za proteste v Ukrajini, ki so potekali od konca novembra 2004 do januarja 2005, v podporo predsedniškega kandidata Viktorja Juščenka. Juščenkovi privrženci, ki so bili odeti v oblačila oranžne barve, po čemer je dobila revolucija ime, so zahtevali ponovitev volitev. 21. novembra 2004 je namreč potekal drugi krog predsedniških volitev, v katerem sta se pomerila prorusko usmerjeni premier Viktor Janukovič in prozahodni vodja opozicije ter nekdanji premier Viktor Juščenko, dan kasneje pa je volilna komisija za zmagovalca razglasila Janukoviča, ki naj bi zmagal z nekaj manj kot tremi odstotki prednosti. Opozicija z Juščenkom na čelu je oblasti obtožila volilne prevare in zastrupitve vodje opozicije ter pozvala ljudi, naj se udeležijo množičnih protestov. V dneh, ki so sledili, so protesti ohromili življenje v Ukrajini, v Kijevu pa se je na vrhuncu zbralo okoli 200.000 ljudi.
Vsedržavni protesti so dosegli uradno razveljavitev izidov drugega kroga predsedniških volitev; ukrajinsko vrhovno sodišče je razpisalo nove volitve za 26. decembra 2004, ki so potekale pod strogim nadzorom domačih in tujih opazovalcev, njihov izid pa je bil sprejet kot pošten. Zmagal je Juščenko z 52 % glasov, Janukovič jih je prejel 44 %. Z Juščenkovo inavguracijo 24. januarja 2005 v Kijevu se je oranžna revolucija končala. Vodenje vlade je prevzela njegova zaveznica v času revolucije Julija Timošenko.
Na mednarodno nadzorovanih predsedniških volitvah 2010 je Janukovič premagal Juščenka.